# Almondsbury
Almondsbury è un villaggio e parrocchia civile dell'Inghilterra, appartenente alla contea del Gloucestershire.

## Toponimo
Il toponimo Almondsbury è documentato per la prima volta  nel Domesday Book del 1086, dove appare come Almodesberie. Il nome significa "borgo" o "luogo fortificato di Æthelmod" o "Ealhmund".